# فرودگاه دریاچه گلبریث
فرودگاه دریاچه گلبریث (به انگلیسی: Galbraith Lake Airport) یک فرودگاه همگانی بهره‌برداری هوایی است که یک باند فرود شن دارد و طول باند آن ۱۵۷۹ متر است. این فرودگاه در کشور ایالات متحده آمریکا قرار دارد و در ارتفاع ۸۱۲ متری از سطح دریا واقع شده‌است.